# Битка при Сеха дел Негро
Битката при Сеха дел Негро е част от Кубинската война за независимост, която се състои на 4 октомври 1896 г.
По време на битката участват силите на трите различни сухопътни армии: пехота, кавалерия и артилерия. Кубинските войски са командвани от генерал-майори Антонио Масео и Хуан Риус Ривера, докато испанските са водени от полковник Гранадос.

## Битка
Кубинските войски изостават в резултат на големия брой цивилни, които се движат с тях. Битката започва около 08:00 ч. сутринта и продължава до около 17:00 ч., когато войските на Масео са съсредоточени върху последните испански крепости, като най-изѝвестната крепост е Ел Гуао в едно от подножията на хълма, известен като Сеха дел Негро.
Испанските сили, далеч превъзхождащи по численост и военна мощ не успяват да спечелят битката, но полковник Гранадос обстрелва с артилерия речния проход, през който преминават кубинците, причинявайки голям брой жертви, особено сред цивилното население, а възрастните хора са най-засегнати.

## Последица
Победата на генерал Масео в Сеха дел Негро кара генералния капитан на острова Валериано Вайлер да ускори плановете си за повторно съсредоточаване срещу кубинското цивилно население, за да победи войските за независимост, лишавайки ги от жизненоважната подкрепа на селяните.